# Molly Moon (Film)
Molly Moon (OT: Molly Moon and the Incredible Book of Hypnotism) ist ein britischer Kinder- und Jugendfilm von Christopher N. Rowley aus dem Jahr 2015. Der Film basiert auf dem ersten Band des Kinder- und Jugendbuchs Molly Moon von Georgia Byng. Die Autorin beteiligte sich auch als Drehbuchautorin und Produzentin am Film. Im Vergleich zur Buchvorlage wurden einige Änderungen vorgenommen.

## Handlung
Molly Moon lebt als Waisenmädchen zusammen mit ihrem besten Freund Rocky im etwas heruntergekommenen Waisenhaus Hardwick House Orphanage. Als sie durch Zufall ein Buch über Hypnose entdeckt, ändert sich ihr Leben schlagartig. Der Verbrecher Nockman ist allerdings auch hinter dem Buch her, da er mit diesem vorhat, eine Bank auszurauben, um seiner Mutter zu beweisen, dass auch in ihm ein genialer Verbrecher steckt.
Zunächst versucht Molly ihre neu gefundenen Fähigkeiten am Haushund Petula, dann an der garstigen Köchin Edna und zuletzt an der Heimleiterin Miss Adderstone selbst. Dann nimmt sie an einem Talentwettbewerb teil, den sie gewinnt, weil sie vorher alle Anwesenden hypnotisiert hat.
Ihr bester Freund Rocky ist währenddessen ohne ihr Wissen adoptiert worden und sie ist furchtbar traurig, auch weil die beiden sich vorher gestritten und nicht wieder versöhnt hatten.
Verzweifelt folgt Molly ihrem besten Freund und kommt mittels Hypnose in einem Vier-Sterne-Hotel in London unter. Neben der Suche nach ihrem besten Freund sticht sie Kinderstar Davina Nuttel aus und übernimmt kurzerhand die Show des arroganten, überheblichen Kinderstars. Völlig untalentiert im Singen und Tanzen übt sie sich in Massenhypnose. So gelingt ihr eine fulminante Erstausstrahlung ihrer Show. Doch nach dem Auftritt erkennt sie, dass das Ganze ein Fehler war. Sie überredet ihren Regisseur sich wieder mit Davina zu beschäftigen, die zwischenzeitlich einen Charakterwandel erfahren hat.
Wiedervereint mit Rocky, dessen Adoptivfamilie ihn auf ein Internat schicken wollte, beschließt sie, ins Waisenheim zurückzukehren. Doch Nockman entführt Petula und zwingt so Molly zu einem Coup. Sie bestehlen die Diebe einer Juwelenbank. Doch hinter den beiden Räuben steht der Plan von Nockmans Mutter Tracey, die Molly auch benötigt, um den Iris-Scan des Juwelentransporters auszutricksen. Nockman und Molly werden eingesperrt, während Tracey mit ihrem Komplizen die Juwelen verlädt. Doch nach einem Tip von Rocky gelingt es Molly, den Iris-Scan ein zweites Mal zu aktivieren und sie kann die beiden wahren Verbrecher im Transporter einsperren.
Nockman, der den beiden am Ende doch noch geholfen hat, wird nun ein Freund der beiden Kinder. Seine Mutter wird per Hypnose der Polizei übergeben. Zurück im Waisenhaus hat die gute Kinderschwester schließlich das Regiment übernommen. Die Bibliothekarin eröffnet Molly nun, dass sie verantwortlich war, dass das Buch in die richtigen Hände fiel.

## Hintergrund
Der Film wurde in Deutschland am 3. Dezember 2015 über Constantin Film auf DVD und Blu-Ray veröffentlicht.

## Kritiken
Der Film wurde überwiegend negativ aufgenommen. Auf der US-amerikanischen Filmseite The Hollywood Reporter wurde kritisiert, das dem Film der Charme der Vorlage fehle und er auch für das Zielpublikum nicht interessant genug sei. Ähnlich sah es auch Scott Tobias auf Variety.com, der einen Film sah, der versuche auf der Harry-Potter-Welle mitzuschwimmen, aber gleichzeitig zu wenig modern sei, um zu überzeugen. So sei die Wandlung von Molly innerhalb ihres kurz anhaltenden Starruhms zu schnell. Auch erinnere das Acting der Filmbösewichte sehr an alte Disney-Slapstick-Filme. Nicht zuletzt seien auch die ausgewählten Songs eine Zumutung.
Auf der Kinderfilmseite Kinderfilmwelt überwiegend positiv rezensiert.

„„Molly Moon“ ist eine Kinderbuch-Verfilmung. Und das merkt man. Zu viele Geschichten stecken in diesem einen Film. So wirkt die Geschichte, in der Molly ein Star wird, wie einzeln dazwischengeschoben. Dennoch ist das ein schöner, fantasievoller Film über Freundschaft, die einem am Ende auch die schlimmsten Abenteuer durchstehen lässt. Das Mädchen, das Molly spielt, ist großartig. Ebenso wie die anderen Schauspieler.“